# 札幌市立真駒内桜山小学校
札幌市立真駒内桜山小学校（さっぽろしりつ まこまないさくらやましょうがっこう）は、北海道札幌市南区にある公立小学校。2012年3月に札幌市立真駒内南小学校と札幌市立真駒内緑小学校が閉校となり、両者の学区を合併する形で開校された。2026年に札幌市立真駒内中学校と統合され閉校、敷地を利用して義務教育学校が開校される予定。

## 校風ほか
児童が夢と希望を持って学校生活を送ることができるよう、教育目標は『「夢つながる学校」の創造』が採用されている。またその夢に関連して、自己実現のための研鑽として「未来」、国際的な貢献として「世界」、共生社会の実現として「仲間」、札幌市や真駒内地域との繋がりとして「地域」がキーワードに設定されている。
校章は家庭・地域・学校と母体である2校の連携を示す輪で囲まれている。あしらわれている山は里山である桜山を、上を向いた桜は夢を抱いて未来へ向かう児童の姿を表している。
校歌は真駒内南小学校の校長が作詞し、北海道教育大学岩見沢校教授の二橋潤一が作曲した。

## 歴史
札幌市では少子高齢化などに伴い、学校が小規模化して十分な教育効果が得られないなどの弊害が生じていた。2007年12月に「札幌市立小中学校の学校規模の適正化 に関する基本方針」と「同地域選定プラン［第１次］」が策定され、真駒内地域を含む札幌市内3地域で学校の規模の適正化を目的に統合が計画された。2008年には小規模校検討委員会が発足し、通学地域や開校時期などの議論検討がなされた。2010年9月には校名検討委員会が発足。札幌市立学校設置条例の一部を改正する条例案が2011年6月30日に可決され、統合校の位置と校名が正式決定された。真駒内地域の4校の小学校のうち、札幌市立真駒内南小学校と札幌市立真駒内緑小学校が統合されて札幌市立真駒内桜山小学校となること、校舎は真駒内南小学校のものを流用することが発表された。
閉校される真駒内南小学校と真駒内緑小学校では2011年から児童交流会が開催された。宿泊学習などを利用した各学年での交流のほか、全校での交流も行われた。札幌市教育委員会は2012年3月末に2校を閉校し、4月に札幌市立真駒内桜山小学校を開校した。物品の移動は同年3月23日以降に行われ、3月26日に開校式が行われた。
また、札幌市教育委員会は義務教育課程9年間の連続性を重視し、小中連携の取り組みを開始した。この取り組みの一つとして、真駒内桜山小学校は札幌市立真駒内中学校と統合されて閉校し、2026年4月に小中一貫校が開校される予定である。真駒内中学校が校舎を桜山小学校の敷地内に移転する計画であるが、新校舎の建設後に桜山小学校の既存の校舎は解体される予定である。桜山小学校の屋内運動場とグラウンドは残され、北海道警察の官舎跡地が第二グラウンドに転用される。両校の一体的整備の理由としては、桜山小学校が両校の校区の中心近くに位置していること、児童生徒が互いの施設を利用できて教育環境の向上が見込めること、両校の校舎の改築時期が同時期であることが挙げられている。

## 通学区域
南区
- 真駒内緑町1丁目～3丁目
- 真駒内幸町1丁目～3丁目
- 真駒内泉町1丁目～4丁目
- 真駒内南町1丁目～7丁目
- 真駒内柏丘1丁目～12丁目
- 真駒内（17番地90、453～455、464～465、468番地、598番地、612番地～614番地、616番地～617番地、620番地～621番地）
- 真駒内公園